# The Hush
The Hush – piąty album zespołu Texas wydany w roku 1999. Zadebiutował na 1 miejscu oficjalnej listy UK Albums Chart utrzymując się na niej przez 43 tygodnie. 14 stycznia 2000 uzyskał status trzykrotnej platyny przyznany przez British Phonographic Industry za sprzedaż 900.000 egzemplarzy. Stał się drugim zaraz po "White on Blonde" albumem który odniósł taki sukces.

## Lista utworów
| Nr  | Tytuł utworu                        | Autorzy                                 | Długość |
| --- | ----------------------------------- | --------------------------------------- | ------- |
| 1.  | „In Our Lifetime”                   | Spiteri / McElhone                      | 4:06    |
| 2.  | „Tell Me the Answer”                | Spiteri / McElhone / Hodgens            | 3:54    |
| 3.  | „Summer Son”                        | Spiteri / McElhone / Campbell / Hodgens | 4:04    |
| 4.  | „Sunday Afternoon”                  | Spiteri / McElhone                      | 4:21    |
| 5.  | „Move In”                           | Spiteri / McElhone / Rae / Christian    | 4:28    |
| 6.  | „When We Are Together”              | Spiteri / McElhone                      | 3:30    |
| 7.  | „Day After Day”                     | Spiteri / McElhone                      | 4:37    |
| 8.  | „Zero Zero”                         | Spiteri / McElhone / Campbell           | 1:42    |
| 9.  | „Saint”                             | Spiteri / McElhone                      | 4:46    |
| 10. | „Girl”                              | Spiteri / McElhone                      | 3:46    |
| 11. | „The Hush”                          | Spiteri / McElhone / Rae / Christian    | 4:53    |
| 12. | „The Day Before I Went Away”        | Spiteri / McElhone                      | 6:28    |
| 13. | „Let Us Be Thankful (hidden track)” |                                         |         |

## Lista utworów (inne wersje)

### wersja Japonia (PHCW–90001)
| Nr  | Tytuł utworu                              | Autorzy                                 | Długość |
| --- | ----------------------------------------- | --------------------------------------- | ------- |
| 1.  | „In Our Lifetime”                         | Spiteri / McElhone                      | 4:06    |
| 2.  | „Tell Me the Answer”                      | Spiteri / McElhone / Hodgens            | 3:54    |
| 3.  | „Summer Son”                              | Spiteri / McElhone / Campbell / Hodgens | 4:04    |
| 4.  | „Sunday Afternoon”                        | Spiteri / McElhone                      | 4:21    |
| 5.  | „Move In”                                 | Spiteri / McElhone / Rae / Christian    | 4:28    |
| 6.  | „When We Are Together”                    | Spiteri / McElhone                      | 3:30    |
| 7.  | „Day After Day”                           | Spiteri / McElhone                      | 4:37    |
| 8.  | „Zero Zero”                               | Spiteri / McElhone / Campbell           | 1:42    |
| 9.  | „Saint”                                   | Spiteri / McElhone                      | 4:46    |
| 10. | „Girl”                                    | Spiteri / McElhone                      | 3:46    |
| 11. | „The Hush”                                | Spiteri / McElhone / Rae / Christian    | 4:53    |
| 12. | „The Day Before I Went Away”              | Spiteri / McElhone                      | 4:55    |
| 13. | „You’ll Never Know”                       | Smith / Hendrickse / Spiteri / McElhone | 1:01    |
| 14. | „In Our Lifetime (Return to tha Dub mix)” | Spiteri / McElhone                      |         |

## Miejsca na listach przebojów
| Lista                                     | Pozycja |
| ----------------------------------------- | ------- |
| UK (Official Charts Company)              | 1       |
| Australia (ARIA Charts)                   | 75      |
| Francja (SNEP)                            | 2       |
| Niemcy (Offizielle Top 100)               | 7       |
| Holandia (Album Top 100)                  | 29      |
| Nowa Zelandia (RIANZ)                     | 42      |
| Szwecja (Sverigetopplistan)               | 7       |
| Szwajcaria (Schweizer Hitparade)          | 5       |
| Austria (Ö3 Austria Top 40 Longplay)      | 11      |
| Belgia (Ultratop 50 Albums)               | 3       |
| Finlandia (Suomen virallinen albumilista) | 11      |
| Norwegia (VG–lista Topp 40 Album)         | 7       |

## Teledyski
| Tytuł                | Reżyser           |
| -------------------- | ----------------- |
| In Our Lifetime      | Philippe André    |
| Summer Son           | Stéphane Sednaoui |
| When We Are Together | Doug Nichol       |

## Twórcy
Źródło

### Skład podstawowy
- Sharleen Spiteri – śpiew, chórki, gitara
- Johnny McElhone – bass
- Ally McErlaine – gitara
- Eddie Campbell – instrumenty klawiszowe, chórki
- Tony McGovern – gitara

### Gościnnie
- Emma Kerr, Rachel England, Dervilagh Cooper, Susane Dance – skrzypce (utwór 6, 7)
- Paul Smith – gitara (utwór 3, 5)
- Giuliano Gizzi – gitara (utwór 6)
- Richard Hynd – perkusja (utwór 3)

### Personel
- Realizacja nagrań – Kenny MacDonald, Johnny Mac, Sharleen Spiteri, Eddie Campbell, Richard Hynd
- Manager muzyczny – GR Management
- Miks – Mark "Spike" Stent
- Programming – Texas, Kenny MacDonald (utwór 1, 5), Mathew Vaughan (utwór 2), Richard Hynd (utwór 3)
- Aranżacja skrzypiec – Johnny McElhone, Eddie Campbell
- Producent – Johnny Mac, Boilerhouse Boys (utwór 2),  Mark Rae i Steve Christian (utwór 5, 11)
- Beats – Ben Chapman
- Scratching – Mark One
- Zdjęcia – Luis Sanchis
- Okładka – Lee Swillingham, Stuart Spalding